# Egy év az élet
Az Egy év az élet (eredeti cím: Life in a Year) 2020-ban bemutatott amerikai romantikus filmdráma, amelyet Jeffrey Addiss és Will Matthews forgatókönyvéből Mitja Okorn rendezett. A főszerepben Jaden Smith, Cara Delevingne, Cuba Gooding Jr. és Nia Long látható. Will Smith és Jada Pinkett Smith az Overbrook Entertainment nevű cégük égisze alatt vezető producerként működnek közre.
A filmet 2020. november 27-én mutatta be a Sony Pictures Releasing.

## Cselekmény
A 17 éves Daryn megtudja, hogy a barátnője haldoklik. Elhatározza, hogy a hátralévő egy évében egy egész életet ad neki.

## Szereplők
| Szerep    | Színész          | Magyar hang       |
| --------- | ---------------- | ----------------- |
| Daryn     | Jaden Smith      | Jéger Zsombor     |
| Isabelle  | Cara Delevingne  | Nagy Katica       |
| Catherine | Nia Long         | Németh Borbála    |
| Xavier    | Cuba Gooding Jr. | Kálid Artúr       |
| Ron       | RZA              | Pál Tamás         |
| Phil      | Chris D'Elia     | Karácsonyi Zoltán |
| Kiran     | Stony Blyden     | Baráth István     |
| Sammy     | JT Neal          | Rada Bálint       |
| Önmaga    | Big Sean         | N/A               |

## A film készítése
2017 márciusában jelentették be, hogy Cara Delevingne és Jaden Smith csatlakozott a film szereplőgárdájához, a filmet pedig Mitja Okorn rendezte Jeffrey Addiss és Will Matthews forgatókönyvéből. A vezető producerek Will Smith és Jada Pinkett Smith lett az Overbrook Entertainment nevű cégükön keresztül. 2017 áprilisában Terrence Howard, Stony Blyden, Nia Long, RZA és JT Neal csatlakozott a filmhez. 2017 májusában Chris D'Elia és Cuba Gooding Jr. is csatlakozott a film stábjához, Howardot Gooding Jr. váltotta.
A forgatás 2017 áprilisában kezdődött a kanadai Torontóban és Ontarióban.

## Megjelenés
A filmet 2020. november 27-én mutatta be a Sony Pictures Releasing.

## Fordítás
- Ez a szócikk részben vagy egészben  a   Life in a Year című angol Wikipédia-szócikk fordításán alapul.  Az eredeti cikk szerkesztőit annak laptörténete sorolja fel. Ez a jelzés csupán a megfogalmazás eredetét és a szerzői jogokat jelzi, nem szolgál a cikkben szereplő információk forrásmegjelöléseként.